# Carlos Zorrinho
José Carlos das Dores Zorrinho (ur. 28 maja 1959 w Óbidos) – portugalski polityk i wykładowca akademicki, poseł do Zgromadzenia Republiki i przewodniczący frakcji parlamentarnej Partii Socjalistycznej, deputowany do Parlamentu Europejskiego VIII i IX kadencji.

## Życiorys
Ukończył studia z zakresu zarządzania na Uniwersytecie w Évorze, uzyskując następnie doktorat z zarządzania informacją. Został wykładowcą akademickim na macierzystej uczelni, uzyskując na niej stanowisko profesora na wydziale zarządzania. Pełnił również funkcję prorektora Uniwersytetu w Évorze.
Został działaczem Partii Socjalistycznej, dochodząc do stanowisk w krajowych władzach tego ugrupowania. W 1995 po raz pierwszy został wybrany na deputowanego do Zgromadzenia Republiki VII kadencji. Uzyskiwał reelekcję w kolejnych wyborach na VIII, IX, X, XI i XII kadencję. Był m.in. zastępcą sekretarza stanu w resorcie spraw wewnętrznych, krajowym koordynatorem ds. strategii lizbońskiej i planu technologicznego oraz sekretarzem stanu ds. energii i innowacji. Po wyborach w 2011 objął stanowisko przewodniczącego klubu poselskiego socjalistów.
W wyborach europejskich w 2014 z ramienia socjalistów uzyskał mandat eurodeputowanego VIII kadencji. W 2019 z powodzeniem ubiegał się o reelekcję.